# Ameriška napoved vojne Japonski
8. decembra 1941 so Združene države Amerike napovedale vojno Japonski kot odziv na japonski napad na Pearl Harbour dan prej. S tem so Združene države Amerike vstopile v drugo svetovno vojno. Odločitev, da ZDA napovejo vojno Japonski, je na svojem govoru v ameriškem kongresu 8. decembra sprejel ameriški predsednik Franklin Roosevelt. Po vojni napovedi sta japonski zaveznici Nacistična Nemčija in Fašistična Italija napovedali vojno Ameriki.                 

## Besedilo vojne napovedi
SKUPNA RESOLUCIJA, se katero se razglaša, da obstaja vojno stanje med vlado Japonskega imperija in ljudstvom Združenih držav Amerike ter določa ukrepe v zvezi s tem. 
Ker je vlada Japonskega imperija izvršila neizzvano vojno dejanje proti vladi in ljudstvu Združenih držav Amerike:

Sta Senat in Predstavniški dom Združenih držav Amerike na skupnem zasedanju v Kongres sklenila, da se s tem uradno razglasi vojno stanje med Združenimi državami in japonsko cesarsko vlado, ki je bilo vsiljeno Združenim državam. Predsednika se s tem pooblašča in se mu naroča, da uporabi vse mornariške in vojaške sile Združenih držav in vire Vlade za izvedbo vojne proti cesarski vladi Japonske in uspešen konec spopada. Kongres Združenih držav jamči za uporabo vseh državnih virov v ta namen. 